# Шульга (фільм)
«Шульга» (англ. Southpaw) — американська спортивна драма режисера і продюсера Антуана Фукуа, що вийшла 2015 року. У головних ролях Джейк Джилленгол, Форест Вітакер, Рейчел Мак-Адамс.
Вперше фільм продемонстрували 15 червня 2015 року у Китаї на Шанхайському міжнародному кінофестивалі. В Україні у кінопрокаті показ фільму розпочався 30 липня 2015 року.

## Сюжет
Професійний боксер Біллі Гоуп мав все — славу, визнання, повагу. Проте час іде, і про нього починаються забувати, сімейні проблеми тягнуть на дно. Білл вже готовий здатися, проте заради своєї доньки він починає посилено тренуватися у Тітуса Віллса, для того, щоб повернутися на попередній рівень.

## Творці фільму

### Знімальна група
Кінорежисер — Антуан Фукуа, сценаристом був Курт Саттер, Кінопродюсерами — Антуан Фукуа, Тодд Блек, Джейсон Блюменталь, Алан Річ, Пітер Річ, Стів Тіш і Нін Є, виконавчі продюсери — Девід Л. Шифф, Ділан Селлерс, Курт Саттер і Езра Свердлов. Композитор: Джеймс Горнер, кінооператор — Мауро Фіоре, кіномонтаж: Джон Ріфоа. Підбір акторів — Ліндсі Ґрем і Мері Верно, художник-постановник: Дерек Р. Гілл, артдиректор: Ґреґорі А. Ваймеркірх, художник по костюмах — Девід С. Робінсон.

### У ролях
| Актор            | Персонаж                                   | Роль                            |
| ---------------- | ------------------------------------------ | ------------------------------- |
| Джейк Джилленгол | Біллі Гоуп англ. Billy Hope                | боксер                          |
| Форест Вітакер   | Тітус «Тік» Віллс англ. Titus "Tick" Wills | власник залу                    |
| Рейчел Мак-Адамс | Морін Гоуп англ. Maureen Hope              | дружина Біллі                   |
| Наомі Гарріс     | Анґела Рівера англ. Angela Rivera          | працівниця Служби захисту дітей |
| Уна Лоуренс      | Лейла Гоуп англ. Leila Hope                | донька Біллі та Морін           |
| 50 Cent          | Джордан Мейнс англ. Jordan Mains           | менеджер Біллі                  |
| Мігель Гомес     | Мігель Ескобар англ. Miguel Escobar        | боксер                          |
| Віктор Ортіс     | Рамон англ. Ramone                         | боксер                          |

## Сприйняття

### Критика
Фільм отримав змішано-позитивні відгуки: Rotten Tomatoes дав оцінку 58 % на основі 170 відгуків від критиків (середня оцінка 6/10) і 82 % від глядачів зі середньою оцінкою 4,2/5 (27 578 голосів). Загалом на сайті фільми має змішаний рейтинг, фільму зарахований «гнилий помідор» від кінокритиків, проте «попкорн» від глядачів, Internet Movie Database — 7,9/10 (17 497 голосів), Metacritic — 57/100 (42 відгуки критиків) і 8,1/10 від глядачів (100 голосів). Загалом на цьому ресурсі від критиків фільм отримав змішані відгуки, а від глядачів — позитивні.
Щомісячний журнал про кінематограф «Empire» сказав, що це хороший фільм і поставив йому 3 зірки з 5, підсумувавши, що «не потрібно занадто підхоплювати добре знайомий сюжет, просто насолодіться потужною грою Джейка Джилленгола у спортивному фільмі про рух від багатства через бідність до спокути, що вибивається значно вище своєї категорії».

### Касові збори
Під час показу у США, що розпочався 24 липня 2015 року, протягом першого тижня фільм показали у 2 772 кінотеатрах і він зібрав 16 701 294 $, що на той час дозволило йому зайняти 5 місце серед усіх прем'єр. Станом на 11 серпня 2015 року показ фільму триває 19 дні (2,7 тижня), зібравши за цей час у прокаті у США 42 179 288 доларів США, а у решті світу 10 100 000 $ (за іншими даними 13 875 000 $), тобто загалом 52 279 288 доларів США (за іншими даними 56 054 288 $) при бюджеті 25 млн доларів США (за іншими даними 30 млн $).

### Виноски
1. 1 2 3 4  «Шульга / Southpaw». Кіно-переклад. Архів оригіналу за 10 вересня 2017. Процитовано 2 вересня 2015. [Архівовано 10 вересня 2017 у Wayback Machine.]
2. 1 2  Southpaw: Release Info (англ.). Internet Movie Database. Процитовано 13 серпня 2015.
3. 1 2  Прем'єра тижня: «Антураж» та інші фільми, які розважають і спонукають думати - Forbes Україна, 30 липня 2015
4. 1 2  Anthony D'Alessandro (26 липня 2015). ‘Ant-Man’ Has Bragging Rights At The B.O. Over Adam Sandler’s ‘Pixels’ – Sunday AM Update (англ.). Deadline.com. Процитовано 13 серпня 2015.
5. 1 2 3 4 5 6  Southpaw (англ.). Box Office Mojo. Процитовано 13 серпня 2015.
6. 1 2 3 4 5 6  Southpaw (2015) (англ.). The Numbers. Процитовано 13 серпня 2015.
7. 1 2  Southpaw (англ.). Internet Movie Database. Процитовано 13 серпня 2015.
8. ↑  Southpaw (2015) (англ.). Allmovie. Процитовано 13 серпня 2015.
9. ↑  Фільм «Шульга». FrankivskOnline. Процитовано 13 серпня 2015.
10. ↑  Southpaw: Full Cast & Crew (англ.). Internet Movie Database. Процитовано 13 серпня 2015.
11. ↑  Southpaw (англ.). Rotten Tomatoes. Процитовано 13 серпня 2015.
12. ↑  Southpaw (англ.). Metacritic. Процитовано 13 серпня 2015.
13. ↑  Damon Wise. Southpaw. Raging Jake (англ.). Empire. Процитовано 21 серпня 2015.